# Château de Ménilmontant
Le château de Ménilmontant, également appelé château de Saint-Fargeau, est un château construit au XVIIIe siècle par Michel Le Peletier de Souzy pour sa famille au-dessus du hameau de Ménilmontant à Belleville (dans l'actuel quartier Saint-Fargeau), dans le 20e arrondissement de Paris (France). 

## Situation

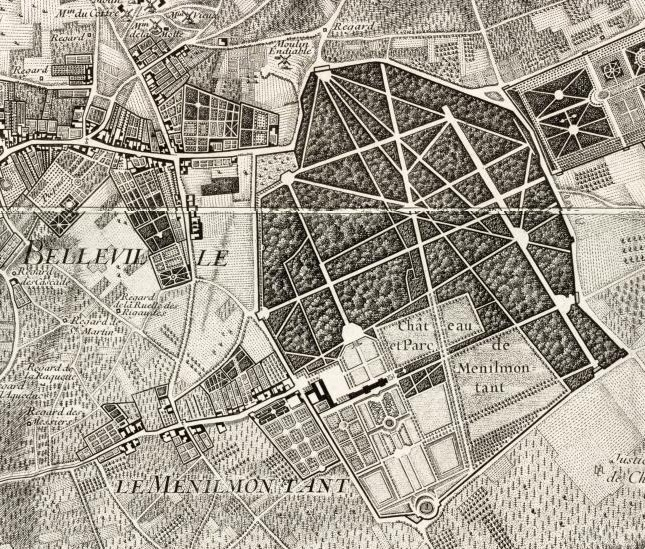
Château et parc de Ménilmontant sur le plan de Roussel de 1731.

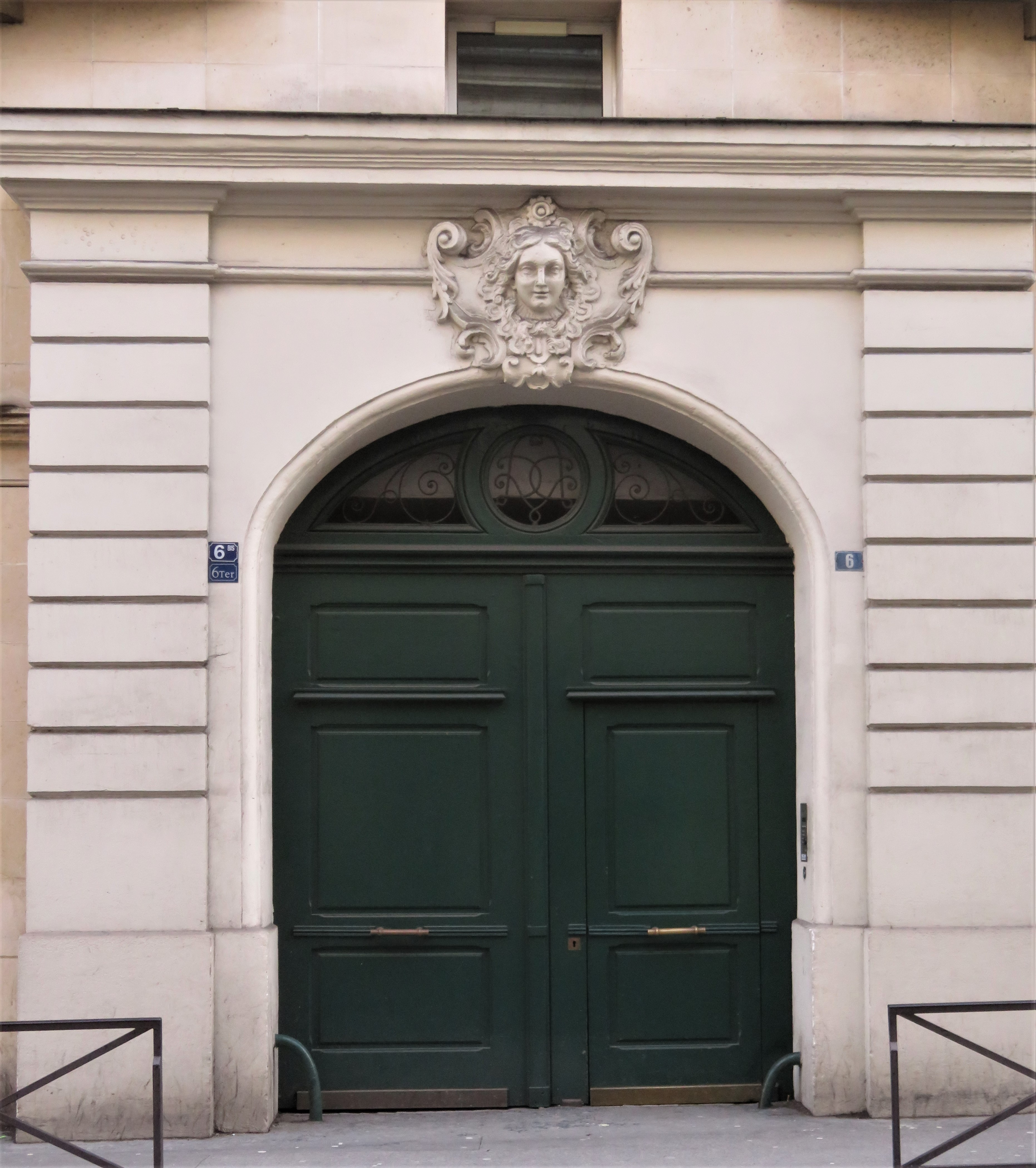
Portail de l'ancien château de Ménilmontant 6 bis rue Saint-Fargeau.

Le château ancien se trouvait à l'emplacement de l'angle de la rue Pelleport et du côté pair de la rue Saint-Fargeau. Le château plus récent parallèlement à cette rue un peu au sud, de part et d'autre de l'emplacement de la rue Henri-Poincaré d'après la représentation du plan de Roussel de 1738. 
Un portail en pierres de taille surmonté d'un mascaron au 6 bis de la rue Saint-Fargeau est un vestige ou un rappel de ce château disparu.
Le parc du château était délimité par :
- le tronçon de la rue de Belleville de la rue de Pelleport à la rue du Télégraphe et la rue de Romainville, au nord ;
- l'ancien chemin de Pantin à Bagnolet (approximativement au niveau de l'actuel boulevard Mortier), à l'est ;
- l'actuelle rue du Surmelin, au sud ;
- la rue Pelleport, à l'ouest[1].

L'entrée principale du domaine était située à l'actuel 128, rue Pelleport.  
Le parc occupait le second sommet de Paris (128,50 m au-dessus du niveau de la mer à l'entrée de l'actuel cimetière de Belleville) à égalité avec le belvédère des Tourelles également dans ce parc, à l'emplacement de l'actuelle caserne des Tourelles. 
L'actuelle rue Haxo a été tracée sur l'une des allées du parc.
Il était situé entre la folie Carré de Baudouin, à l'ouest et le château des Bruyères à l'est.

## Historique
Le premier château de Ménilmontant est construit au XVIe siècle dans les champs et labours, au-dessus du hameau de Ménilmontant, dans un domaine issu du démembrement du fief de Maulny, vassal de celui-ci. Le domaine d'environ 50 hectares clos de murs est agrandi de 12 arpents au nord du chemin de Belleville à Romainville au XVIIe siècle, ce qui amène son détournement à l'emplacement de l'actuelle rue de Romainville.
Ce château est acquis en 1695  par Michel Le Peletier, seigneur de Saint-Fargeau. Un nouveau bâtiment est construit à côté de l'ancien château au sud de l'emplacement de la rue Saint-Fargeau, parallèlement à cette rue. La partie nord du parc comprenait des bois et des terres cultivées, sa partie sud, entre le château et la rue du Surmelin, un jardin à la française avec allées, terrasses et un bassin rond situé à l'intérieur du coude formé par cette rue à l'angle des actuelles rues du Capitaine-Marchal et Le Bua. Le parc comprenait également un belvédère surmonté de deux tourelles, à l'emplacement de l'actuelle caserne des Tourelles.   
Louis-Michel Lepeletier de Saint-Fargeau vend la partie nord du parc en 1763 entre la rue de Romainville et la rue de Belleville, en 1786 celle en bordure entre les actuelles rue de Pelleport et du Télégraphe. Sa fille lotit le reste du parc à partir de 1802 et vend en 1803 le vieux château en bordure de l'actuelle rue Saint-Fargeau. 
Le cimetière de Belleville est créé en 1808 dans l'ancien parc du château.
Un réseau de voies est tracé au début du XIXe siècle sur le territoire de l'ancien parc, dans un premier temps simples chemins de desserte des parcelles à l'emplacement des allées, aménagés en rues dans l'ancienne commune de Belleville au cours de la première moitié de ce siècle  : rue Haxo, rue Saint-Fargeau, rue du Borrégo, rue du Télégraphe, partie de la rue de Belleville entre les deux accès de la rue de Romainville (parcours direct remplaçant le contournement de route de Paris à Romainville par cette rue), rue des Tourelles. Après l'annexion de la commune de Belleville par la ville de Paris en 1860, ce réseau est complété par des voies secondaires et par la grande percée de l'avenue Gambetta. Ce territoire était cependant encore assez peu construit dans les années 1840, la partie est étant quasiment vide, ce qui permettra la construction du réservoir de Ménilmontant, de la caserne des Tourelles et du parc de loisirs du Lac de Saint-Fargeau.